# Guillermo Caride
Guillermo Eduardo Caride (ur. 25 maja 1962 w Buenos Aires) – argentyński duchowny katolicki, od lutego 2024 biskup koadiutor, a od grudnia tego samego roku biskup San Isidro.

## Życiorys
Święcenia kapłańskie przyjął 5 grudnia 1986 i został inkardynowany do diecezji San Isidro. Pracował głównie jako duszpasterz parafialny, pełnił też funkcje m.in. wychowawcy w diecezjalnym seminarium oraz wikariusza generalnego diecezji.
26 października 2018 papież Franciszek mianował go biskupem pomocniczym diecezji San Isidro oraz biskupem tytularnym Iomnium. Sakry udzielił mu 7 grudnia 2018 biskup Óscar Ojea.
22 lutego 2024 został mianowany biskupem koadiutorem San Isidro. 30 grudnia 2024, po przyjęciu rezygnacji biskupa Ojei, został biskupem San Isidro.